# Halverder Aa-Niederung
Koordinaten: 52° 25′ 37″ N, 7° 38′ 35″ O

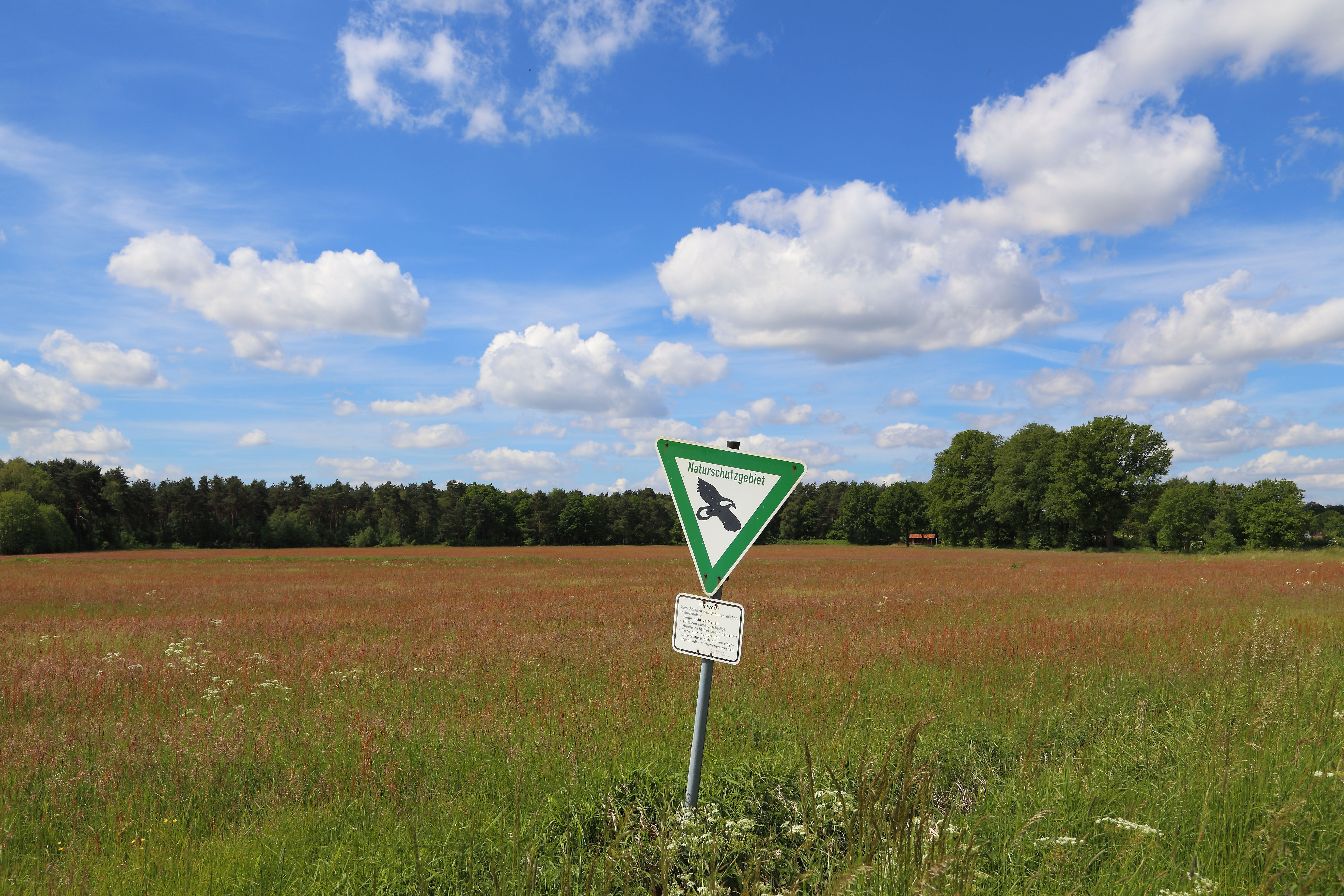
Naturschutzgebiet Halverder Aa-Niederung (Mai 2014)

Das Naturschutzgebiet Halverder Aa-Niederung liegt auf dem Gebiet der Gemeinde Hopsten im Kreis Steinfurt in Nordrhein-Westfalen.
Das aus zwei Teilflächen bestehende Gebiet erstreckt sich nordöstlich des Kernortes Hopsten und südlich direkt anschließend an Schale, einen Ortsteil der Gemeinde Hopsten. Östlich des Gebietes verläuft die Landesstraße L 593; die Landesgrenze zu Niedersachsen verläuft unweit westlich, nördlich und östlich. Westlich erstreckt sich das 149,2 ha große Naturschutzgebiet Wehrstroot und östlich das 176,4 ha große Naturschutzgebiet Halverder Moor.

## Bedeutung
Für Hopsten ist seit 1988 ein 138,58 ha großes Gebiet unter der Kenn-Nummer ST-003 als Naturschutzgebiet ausgewiesen. Das Gebiet wurde unter Schutz gestellt zur Erhaltung, Entwicklung und Wiederherstellung von Lebensgemeinschaften und Biotopen, insbesondere von Pflanzen und Pflanzengesellschaften des offenen Wassers und des feuchten Grünlandes sowie von seltenen und z. T. stark gefährdeten landschaftsraumtypischen Pflanzen- und Tierarten, u. a. von seltenen, zum Teil gefährdeten Wat- und Wiesenvögeln, Amphibien und Wirbellosen.